# 위드 (비디오 게임)
위드(W.Y.D, With Your Destiny)는 대한민국의 대규모 다중 사용자 온라인 롤플레잉 게임(MMORPG)으로, 조이임팩트에서 개발하고 한빛소프트에서 퍼블리셔를 맡아 2002년 여름에 오픈 베타 서비스를 시작하였으며, 당시 섬세한 그래픽으로 호평을 받았다.
2003년에는 마운트 시스템과 공성전 시스템을 도입하였으며, 2004년에는 위드 2 FC로 업그레이드하고 '위드 아시아 챔피언십'을 개최하여 아시아의 팬들을 불러모으기도 하였다.

2006년에는 게임을 즐길 시간이 적은 직장인들과 학생들을 위해 자동사냥 공식 서비스를 오픈하였으며, 2007년에는 전 세계를 대상으로 한 글로벌 서비스를 시작하였다.